# 阿拉伊
阿拉伊（義大利語：Allai），是意大利奥里斯塔诺省的一个市镇。总面积27.38平方公里，人口387人，人口密度14.1人/平方公里（2009年）。ISTAT代码为095005。